# Liste der Almen im Großarltal
Die Liste der Almen im Großarltal enthält die wichtigsten Almen im Gebiet der Gemeinden Großarl und Hüttschlag im Großarltal im Bezirk St. Johann im Land Salzburg sowie einige Alpenvereinshütten.
Das Großarltal weist über 60 Almen auf, wovon etwa 40 bewirtschaftet sind, und wird daher heute das „Tal der Almen“ genannt (früher als „Tal der 100 Almen“ bezeichnet).
Die Reihenfolge der Almen beginnt im Nordwesten entgegen dem Uhrzeigersinn und endet im Nordosten des Tals, analog der Broschüre „Die Almen im Großarltal“, wobei zahlreiche unbewirtschaftete Almen ergänzt wurden.
Abkürzungen:
L = linke Talseite, R = rechte Talseite,
bew. = bewirtschaftet,
unbew. = unbewirtschaftet
| Bild         | Name der Alm (Höhe)                    | Lage                                       | Bewirtschaftung und Erreichbarkeit |
| ------------ | -------------------------------------- | ------------------------------------------ | --- |
|              | Obere Tennalm (1750 m)                 | L, oberhalb des Schwaiggrabens (Lage)      | bew., erreichbar über den Weg von Sulzau zum Heukareck                                                                                  |
|              | Niggltalalm (Igltalalm) (1507 m) .     | L, oberhalb des Niggltalgrabens (Lage)     | bew., erreichbar auf dem Fahrweg vom Parkplatz Holzlehen-Himmelsknoten                                                                  |
|              | Mosslehenalm (1449 m)                  | L, oberhalb des Schiedgrabens (Lage)       | bew., erreichbar auf dem Fahrweg vom Parkplatz Holzlehen-Himmelsknoten                                                                  |
|              | Viehausalm (1640 m)                    | L, oberhalb des Schiedgrabens (Lage)       | bew., erreichbar auf dem Fahrweg vom Parkplatz Holzlehen-Himmelsknoten                                                                  |
| Bild gesucht | Schied-Hochalm (1758 m)                | L, oberhalb des Schiedgrabens (Lage)       | unbew., erreichbar auf dem Fahrweg vom Parkplatz Holzlehen-Himmelsknoten über die Mosslehenalm                                          |
| Bild gesucht | Schied-Heimalm (1500 m)                | L, oberhalb des Schiedgrabens (Lage)       | unbew., erreichbar auf dem Fahrweg vom Parkplatz Holzlehen-Himmelsknoten über die Mosslehenalm                                          |
| Bild gesucht | Brandleitenalm (1451 m)                | L, oberhalb des Augrabens (Lage)           | unbew., erreichbar auf dem Fahrweg von Unterberg und einen Fußweg von der Au-Heimalm                                                    |
|              | Aualm (1795 m)                         | L, oberhalb des Augrabens (Lage)           | bew., erreichbar auf dem Fahrweg von Unterberg, Rattersberg über Pointgrün                                                              |
| Bild gesucht | Au-Heimalm (1550 m)                    | L, oberhalb des Augrabens (Lage)           | unbew., erreichbar auf dem Fahrweg von Unterberg über Rattersberg und Pointgrün                                                         |
|              | Roslehen-Hochalm (1613 m)              | L, oberhalb des Unterberggrabens (Lage)    | unbew., erreichbar auf dem Fahrweg von Unterberg über Rattersberg und Lainholz                                                          |
| Bild gesucht | Harlehenalm (1619 m)                   | L, oberhalb von Unterberg (Lage)           | unbew., erreichbar über den Weg von der Harbachhütte zum Arltörl                                                                        |
| Bild gesucht | Gipflstadl (2033 m)                    | L, oberhalb von Unterberg (Lage)           | bew., erreichbar über den Kammweg vom Kreuzkogel zum Fulseck                                                                            |
|              | Ski-Alm (2010 m)                       | L, oberhalb von Unterberg (Lage)           | nur im Winter bew., erreichbar über den Weg von der oberen Seilbahnstation zum Kreuzkogel                                               |
| Bild gesucht | Harbachhütte (1750 m)                  | L, oberhalb von Unterberg (Lage)           | bew., erreichbar auf dem Fahrweg von der oberen Seilbahnstation                                                                         |
| Bild gesucht | Gehwolfalm (Gehwolfhütte) (1675 m)     | L, oberhalb von Unterberg (Lage)           | bew., erreichbar auf dem Fahrweg von der oberen Seilbahnstation zur Harbachhütte                                                        |
| Bild gesucht | Laireiteralm (1830 m)                  | L, oberhalb von Unterberg (Lage)           | nur bei Liftbetrieb bew., an der oberen Seilbahnstation                                                                                 |
| Bild gesucht | Panoramastubn (1781 m)                 | L, oberhalb von Unterberg                  | nur im Winter bew., erreichbar auf dem Fahrweg von der oberen Seilbahnstation zur Harbachhütte                                          |
| Bild gesucht | Alpentaverne (1326 m)                  | L, oberhalb von Unterberg (Lage)           | nur bei Liftbetrieb bew., erreichbar auf dem Fahrweg von Unterberg zur Harbachhütte                                                     |
| Bild gesucht | Hochbrand-Hütte (1448 m)               | L, oberhalb von Unterberg (Lage)           | nur im Winter bew., erreichbar auf dem Fahrweg von Unterberg zur Alpentaverne                                                           |
| Bild gesucht | Jagahütte (1481 m)                     | L, oberhalb von Unterberg (Lage)           | nur im Winter bew., erreichbar auf dem Fahrweg von Unterberg zur Alpentaverne und Hochbrandhütte                                        |
| Bild gesucht | Aigenalm-Paulhütte (1280 m)            | L, im Aigenbachtal (Lage)                  | bew., erreichbar auf dem Fahrweg von Niederaigen durch das Aigenbachtal                                                                 |
| Bild gesucht | Aigenalm-Mandlhütte (1342 m)           | L, im Aigenbachtal (Lage)                  | bew., erreichbar auf dem Fahrweg von Niederaigen durch das Aigenbachtal                                                                 |
| Bild gesucht | Bachalm (1535 m)                       | L, oberhalb des Bacher Grabens (Lage)      | bew., erreichbar auf dem Fahrweg von Bach über die Hasler-Heimalm                                                                       |
|              | Harbachalm (1612 m)                    | L, oberhalb des Toferngrabens (Lage)       | bew., erreichbar auf dem Fahrweg von Neuhof über den Parkplatz Hinterfeld bei Hüttschlag                                                |
| Bild gesucht | Tofernalm (1852 m)                     | L, oberhalb der Harbachalm (Lage)          | unbew., erreichbar auf dem Wanderweg vom Parkplatz Hinterfeld über die Harbachalm                                                       |
| Bild gesucht | Gamskarkogelhütte (2465 m)             | L, am Gamskarkogel (Lage)                  | bew., erreichbar auf dem Wanderweg von der Harbachalm                                                                                   |
|              | Reitalm (1600 m)                       | L, oberhalb des Reitalmgrabens (Lage)      | bew., erreichbar auf dem Fahrweg vom Parkplatz Hebsanger bei Hüttschlag                                                                 |
| Bild gesucht | Hütteggalm (1700 m)                    | L, oberhalb der Reitalm (Lage)             | bew., erreichbar auf dem Fahrweg vom Parkplatz Hebsanger bei Hüttschlag zur Reitalm                                                     |
| Bild gesucht | Vorderkaseralm (1719 m)                | L, oberhalb des Hubalmtals (Lage)          | bew., erreichbar auf einem Fahrweg vom Parkplatz Hebsanger bei Hüttschlag                                                               |
| Bild gesucht | Hinterkaseralm (1772 m)                | L, oberhalb des Hubalmtals (Lage)          | bew., erreichbar auf einem Fahrweg vom Parkplatz bei Hüttschlag über die Hub-Grundalm                                                   |
| Bild gesucht | Hub-Grundalm (1311 m)                  | L, oberhalb des Hubalmtals (Lage)          | bew., erreichbar auf einem Fahrweg vom Parkplatz bei Hüttschlag                                                                         |
| Bild gesucht | Hühnerkaralm (1700 m)                  | L, oberhalb des Hubalmtals (Lage)          | bew., erreichbar auf einem Fahrweg vom Parkplatz bei Hüttschlag zur Hub-Grundalm                                                        |
| Bild gesucht | Hirschgrubenalm (1564 m)               | L, oberhalb von Aschau (Lage)              | bew., erreichbar auf einem Fahrweg von Aschau (Parkplatz oberhalb Aschlreit)                                                            |
| Bild gesucht | Aschlreitalm (1785 m)                  | L, oberhalb von Aschau (Lage)              | bew., erreichbar auf einem Fahrweg von Aschau (Parkplatz oberhalb Aschlreit) über die Hirschgrubenalm                                   |
| Bild gesucht | Modereggalm (1720 m)                   | L, oberhalb des Moderegggrabens (Lage)     | bew., erreichbar über einen Wanderweg vom Talwirt (Parkplatz Talschluss)                                                                |
| Bild gesucht | Kreealm-Kreehütte (1483 m)             | R, oberhalb des Kreealm-Wasserfalls (Lage) | bew., erreichbar über einen Wanderweg oder den Fahrweg vom Talwirt (Parkplatz Talschluss)                                               |
| Bild gesucht | Kreealm-Bichlhütte (1570 m)            | R, oberhalb des Kreealm-Wasserfalls (Lage) | bew., erreichbar über einen Wanderweg oder den Fahrweg vom Talwirt (Parkplatz Talschluss)                                               |
| Bild gesucht | Glettnalm (1760 m)                     | R, oberhalb des Klettengrabens (Lage)      | bew., erreichbar über den Fahrweg vom Parkplatz Hallmossalm oberhalb von Karteis                                                        |
| Bild gesucht | Ragglalm (1646 m)                      | R, oberhalb des Klettengrabens (Lage)      | unbew., erreichbar über einen Wanderweg vom Parkplatz Hallmossalm oberhalb von Karteis                                                  |
|              | Karteisalm (1661 m)                    | R, oberhalb des Karteisgrabens (Lage)      | bew., erreichbar über einen Wanderweg vom Parkplatz Hallmossalm oberhalb von Karteis                                                    |
| Bild gesucht | Trögenalm (1295 m)                     | R, oberhalb von Hüttschlag (Lage)          | unbew., erreichbar über einen Fahrweg vom Parkplatz Hallmossalm oberhalb von Karteis                                                    |
| Bild gesucht | Schleglalm oder Schlöglalm (1566 m)    | R, oberhalb des Karteisgrabens (Lage)      | unbew., erreichbar über einen Wanderweg vom Parkplatz Hallmossalm oberhalb von Karteis                                                  |
|              | Hallmoosalm (1300 m)                   | R, oberhalb des Karteisgrabens (Lage)      | bew., erreichbar über einen Fahrweg von Karteis                                                                                         |
| links        | Draugsteinalm-Steinmannhütte (1778 m)  | R, oberhalb des Karteisgrabens (Lage)      | bew., erreichbar über einen Wanderweg vom Parkplatz Hallmossalm oberhalb von Karteis                                                    |
| rechts       | Draugsteinalm-Schrambachhütte (1778 m) | R, oberhalb des Karteisgrabens (Lage)      | bew., erreichbar über einen Wanderweg vom Parkplatz Hallmossalm oberhalb von Karteis                                                    |
|              | Tappenkarsee-Alm (1768 m)              | R, am Tappenkarsee (Kleinarltal) (Lage)    | bew., erreichbar über einen Wanderweg vom Parkplatz Hallmossalm über das Draugsteintörl (2077 m)                                        |
|              | Tappenkarsee-Hütte (1820 m)            | R, am Tappenkarsee (Kleinarltal) (Lage)    | bew., erreichbar über einen Wanderweg vom Parkplatz Hallmossalm über das Karteistörl (2145 m)                                           |
| Bild gesucht | Bichlalm (1731 m)                      | R, oberhalb von Bichl (Lage)               | bew., erreichbar über einen Wanderweg vom Parkplatz Jaitlehen oder über einen Wanderweg von Bichl                                       |
| Bild gesucht | Bichl-Niederalm (1223 m)               | R, oberhalb von Bichl (Lage)               | unbew., erreichbar auf einem Fahrweg von Eben oder über einen Wanderweg von Bichl                                                       |
| Bild gesucht | Hollerebenalm (1530 m)                 | R, oberhalb von Bichl (Lage)               | unbew., erreichbar auf einem Fahrweg von Eben oder über einen Wanderweg von Bichl                                                       |
| Bild gesucht | Buchbachkaralm (1781 m)                | R, oberhalb des Buchbachkartals (Lage)     | unbew., erreichbar auf einem Fahrweg von Kleinellmau oder einem Wanderweg von der Bichlalm                                              |
|              | Filzmoosalm (1710 m)                   | R, oberhalb des Filzmoosbachtals (Lage)    | bew., erreichbar auf einem Fahrweg vom Parkplatz Grundlehen im Ellmautal                                                                |
|              | Achtalm (1742 m)                       | R, oberhalb des Filzmoosbachtals (Lage)    | unbew., erreichbar auf einem Fahrweg vom Parkplatz Grundlehen im Ellmautal                                                              |
|              | Loosbühelalm (1769 m)                  | R, oberhalb vom Ende des Ellmautals (Lage) | bew., erreichbar auf einem Fahrweg vom Parkplatz Grundlehen im Ellmautal                                                                |
|              | Weissalm (1724 m)                      | R, oberhalb vom Ende des Ellmautals (Lage) | bew., erreichbar auf einem Wanderweg vom Parkplatz Grundlehen im Ellmautal                                                              |
|              | Ellmaualm (1794 m)                     | R, oberhalb vom Ende des Ellmautals (Lage) | bew., erreichbar auf einem Wanderweg vom Parkplatz Grundlehen im Ellmautal                                                              |
|              | Henerbichlalm (1826 m)                 | R, oberhalb des Ellmautals (Lage)          | unbew., erreichbar auf einem Wanderweg vom Parkplatz Grundlehen im Ellmautal über die Ellmaualm                                         |
| Bild gesucht | Spatalm (1808 m)                       | R, oberhalb des Ellmautals (Lage)          | unbew., erreichbar auf einem Wanderweg vom Parkplatz Grundlehen im Ellmautal über die Ellmaualm                                         |
| Bild gesucht | Karalm (1806 m)                        | R, oberhalb des Ellmautals (Lage)          | unbew., erreichbar auf einem Fahrweg vom Parkplatz oberhalb von Au-Wimm über die Saukaralm                                              |
|              | Saukaralm (1850 m)                     | R, am Saukarkopf (Lage)                    | bew., erreichbar auf einem Fahrweg vom Parkplatz oberhalb von Au-Wimm                                                                   |
| Bild gesucht | Röschenbergalm (1744 m)                | R, oberhalb des Ellmautals (Lage)          | unbew., erreichbar auf einem Fahrweg von der Talstraße unterhalb von Großarl über die Heugathalm oder einen Wanderweg von der Saukaralm |
| Bild gesucht | Gersreitalm (1575 m)                   | R, oberhalb des Ellmautals (Lage)          | bew., erreichbar auf einem Fahrweg von der Talstraße unterhalb von Großarl über die Heugathalm                                          |
| Bild gesucht | Heugathalm (1235 m)                    | R, oberhalb von Heugath (Lage)             | bew., erreichbar auf einem Fahrweg von der Talstraße unterhalb von Großarl                                                              |
| Bild gesucht | Kleinwildalm (1806 m)                  | R, oberhalb der Breitenebenalm (Lage)      | unbew., erreichbar auf einem Wanderweg von der Großwildalm                                                                              |
| Bild gesucht | Grosswildalm (1778 m)                  | R, oberhalb der Breitenebenalm (Lage)      | bew., erreichbar auf einem Fahrweg vom Parkplatz Breitenebenweg über die Breitenebenalm                                                 |
|              | Breitenebenalm-Adlerhorst (1420 m)     | R, oberhalb der Sonneggbrücke (Lage)       | bew., erreichbar auf einem Fahrweg vom Parkplatz Breitenebenweg                                                                         |
|              | Karseggalm (1603 m)                    | R, oberhalb der Breitenebenalm (Lage)      | bew., erreichbar auf einem Wanderweg vom Parkplatz Breitenebenweg über die Breitenebenalm                                               |
|              | Promaualm (1838 m)                     | R, oberhalb der Breitenebenalm (Lage)      | unbew., erreichbar auf einem Wanderweg von der Karseggalm                                                                               |
|              | Oberwandalm (1838 m)                   | R, oberhalb der Breitenebenalm (Lage)      | unbew., erreichbar auf einem Wanderweg von der Karseggalm                                                                               |
|              | Unterwandalm (1600 m)                  | R, oberhalb der Breitenebenalm (Lage)      | bew., erreichbar auf einem Wanderweg von der Karseggalm                                                                                 |
|              | Muggenfeldalm (Rothofalm) (1545 m)     | R, oberhalb des Egggrabens (Lage)          | bew., erreichbar auf einem Wanderweg vom Parkplatz Sonneggbrücke                                                                        |
|              | Maurachalm (1620 m)                    | R, oberhalb des Egggrabens (Lage)          | bew., erreichbar auf einem Wanderweg vom Parkplatz Sonneggbrücke                                                                        |
|              | Auhofalm (1680 m)                      | R, oberhalb des Egggrabens (Lage)          | unbew., erreichbar auf einem Wanderweg vom Parkplatz Sonneggbrücke über die Maurachalm                                                  |
| Bild gesucht | Forsthofalm (1406 m)                   | R, oberhalb des Egggrabens (Lage)          | unbew., erreichbar auf einem Wanderweg vom OT Au-Gollegg                                                                                |